# Qasem Soleimani
Qasem Soleimani (em persa: قاسم سلیمانی; Província de Carmânia, 11 de março de 1957 — Bagdá, 3 de janeiro de 2020) foi um major-general iraniano da Guarda Revolucionária Islâmica (GRI) e, de 1998 a 2020, comandante da Força Quds — uma divisão responsável, principalmente, por ações militares extraterritoriais e operações clandestinas.
Soleimani nasceu na vila de Qanat-e Malek, no condado de Rabor, na província de Kerman, em uma família de camponeses empobrecidos. Na juventude, ele se mudou para a cidade de Kerman e trabalhou na construção civil para ajudar a pagar uma dívida que seu pai devia. Em 1975, Soleimani começou a trabalhar como empreiteiro para a Kerman Water Organization. Quando não estava no trabalho, passava o tempo levantando pesos nas academias locais e assistindo aos sermões de um pregador viajante de Hojjat Kamyab, um protegido do aiatolá Khomeini.
Começou sua carreira militar durante a Guerra Irã-Iraque na década de 1980, onde chegou a comandar a 41ª Divisão do exército. Então passou a comandar as forças iranianas em ações no exterior, providenciando ajuda para grupos xiitas e curdos anti-Saddam Hussein. Mais tarde prestou auxílio ao Hezbollah no Líbano e ao Hamas na Palestina. Em 2012, Soleimani ajudou as forças do governo de Bashar al-Assad a lutar contra os rebeldes durante a Guerra Civil Síria. O apoio iraniano ao regime Assad foi importante para a manutenção do mesmo no poder na Síria. Soleimani também apoiou o governo iraquiano e milícias xiitas na sua luta contra o Estado Islâmico do Iraque e do Levante (EIIL), entre 2014 e 2015. Considerado um homem forte dentro do próprio regime iraniano, por seu apoio a grupos anti-estadunidenses no Oriente Médio, recebeu sanções do governo dos Estados Unidos, ao mesmo tempo que era considerado um comandante militar capaz que ajudou os iraquianos e sírios a combater terroristas islâmicos.
Soleimani foi morto em um ataque aéreo dos Estados Unidos, em 3 de janeiro de 2020, perto do Aeroporto Internacional de Bagdá. O bombardeio que o matou teria sido uma resposta pelos ataques contra a embaixada americana em Bagdá, em 31 de dezembro de 2019, executado por uma milícia iraquiana aliada ao Irã. Segundo o Departamento de Defesa dos Estados Unidos, o general Qasem Soleimani estaria planejando mais ataques contra diplomatas e militares americanos e tinha pessoalmente aprovado o ataque contra a embaixada. Tais fatos, contudo, não foram verificados de forma independente. Embora no Irã tenha sido elevado aos status de herói nacional e mártir após sua morte, era considerado um "terrorista", pelos Estados Unidos e pela União Europeia.

## Biografia
Soleimani nasceu em 11 de março de 1957 na aldeia de Qanat-e Malek, na província da Carmânia, de uma família de camponeses empobrecidos. Na juventude, ele se mudou para a cidade de Kerman como trabalhador da construção civil para ajudar a pagar uma dívida que seu pai devia. Em 1975 começou a trabalhar como empreiteiro para a Kerman Water Organization.  Quando não estava no trabalho, ele passava seu tempo levantando pesos em academias locais e assistindo aos sermões de um pregador viajante, Hojjat Kamyab, um protegido do aiatolá Khomeini.

## Carreira militar
Soleimani ingressou no Exército dos Guardiães da Revolução Islâmica, em 1979, após a Revolução Iraniana, que viu o xá cair e o aiatolá Khomeini tomar o poder. No início de sua carreira como guarda, ele esteve no noroeste do Irã e participou da supressão de um levante separatista curdo na província do Azerbaijão Ocidental.

### Comando da Força Quds

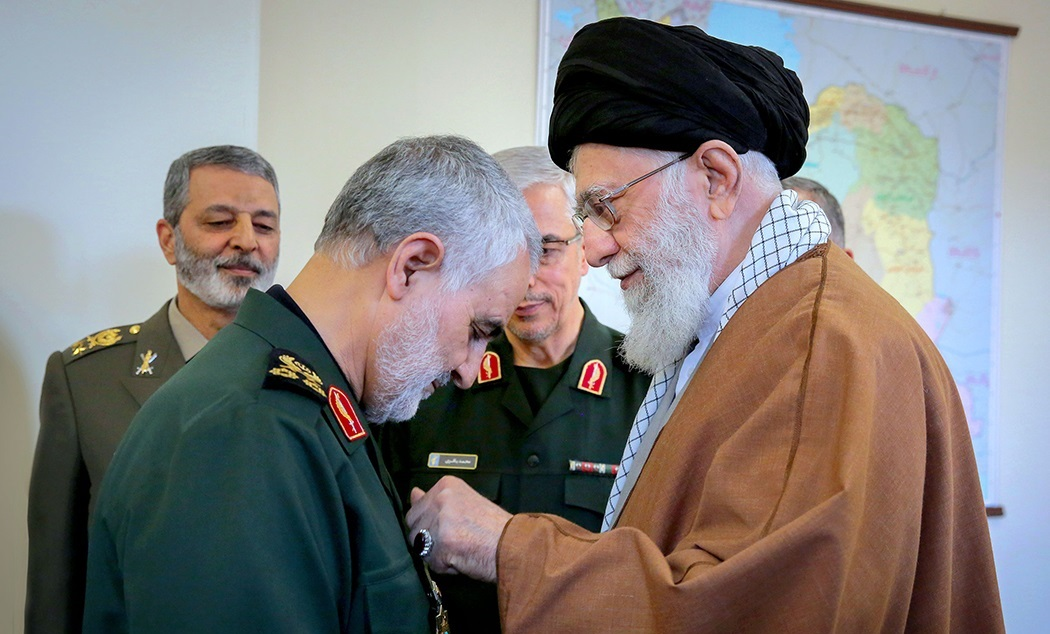
Soleimani, em março de 2019, recebendo a "Ordem de Zolfaghar" das mãos do aiatolá Ali Khamenei.

A data exata de sua nomeação como comandante da Força Quds do IRGC não está clara, mas Ali Alfoneh a cita entre 10 de setembro de 1997 e 21 de março de 1998. Ele foi considerado um dos possíveis sucessores do cargo de comandante do Exército dos Guardiães da Revolução Islâmica, quando o general Yahya Rahim Safavi deixou este cargo em 2007. Em 2008, ele liderou um grupo de investigadores iranianos, que investigavam a morte do Imad Mughniyah. Soleimani ajudou a organizar um cessar-fogo entre o exército iraquiano e o exército Mahdi, em março de 2008.
Após os ataques de 11 de setembro de 2001, um alto funcionário do Departamento de Estado dos Estados Unidos, voou para Genebra para se encontrar com diplomatas iranianos que estavam sob a direção de Soleimani com o objetivo de colaborar para destruir o Taliba, que tinha como alvo os xiitas afegãos. Essa colaboração foi fundamental para definir os alvos das operações de bombardeio no Afeganistão e para capturar os principais agentes da Al Qaeda, mas terminou abruptamente em janeiro de 2002, quando o presidente George W. Bush nomeou o Irã como parte do "Eixo do mal".
Em 24 de janeiro de 2011, Soleimani foi promovido a Major-Geral pelo Líder Supremo Ali Khamenei. Khamenei foi descrito como tendo um relacionamento próximo com ele, chamando Soleimani de "mártir vivo" e ajudando-o financeiramente.

### Guerra Civil Síria
Soleimani foi amplamente creditado por entregar a estratégia que ajudou o presidente Bashar al-Assad a virar a maré contra as forças rebeldes e a recapturar as principais cidades e vilas sírias.  Ele esteve envolvido no treinamento de milícias aliadas ao governo e na coordenação de ofensivas militares decisivas. O avistamento de UAVs iranianos na Síria sugeriu fortemente que a unidade sob seu comando, a força Quds, estava envolvido na guerra civil. Em uma visita à capital libanesa Beirute na quinta-feira, 29 de janeiro de 2015, Soleimani colocou coroas de flores nos túmulos dos membros mortos do Hezbollah, incluindo Jihad Mughniyah, filho do falecido comandante do Hezbollah.

### Guerra ao Estado Islâmico no Iraque
Qasem Soleimani estava na cidade iraquiana de Amirli, para trabalhar com as forças iraquianas para repelir os militantes do Estado Islâmico do Iraque e do Levante (EIIL), quando a cidade de Mosul caiu, a rápida reação do Irã foi o que impediu um colapso mais generalizado.
Durante o resto do conflito Soleimani organizou seja clandestinamente ou abertamente diversas ofensivas contra o EIIL, incluindo aquelas que acabaram por salvar o governo de Heidar al-Ebadi, do Curdistão.

### Morte
Soleimani foi morto em 3 de janeiro de 2020, às 01h00 da manhã, horário local, por mísseis disparados por drones americanos, próximo ao Aeroporto Internacional de Bagdá. Seu corpo foi identificado com um anel que usava no dedo e posteriormente uma análise de DNA. Ao menos outras dez pessoas, incluindo Abu Mahdi al-Muhandis, o líder das Forças de Mobilização Popular (uma organização iraquiana pró-Teerã), também morreram no ataque americano. Segundo o jornalista Thomas Friedman, Soleimani "lançou um projeto imperial regional agressivo" e foi morto pelos muitos erros de cálculo que cometeu.

### Funeral
Em 4 de janeiro, uma procissão fúnebre para Soleimani foi realizada em Bagdá, com milhares de pessoas presentes, agitando bandeiras iraquianas e da milícia e cantando "morte para a América, morte para Israel". A procissão começou na mesquita Al-Kadhimiya em Bagdá. O primeiro-ministro do Iraque, Adil Abdul-Mahdi, e os líderes das milícias apoiadas pelo Irã participaram da procissão fúnebre. Os restos de Soleimani foram levados para as cidades sagradas xiitas de Karbala e Najaf.
Em 5 de janeiro, os restos mortais chegaram a Ahvaz e depois a Mashhad. Dezenas de milhares de pessoas em roupas pretas assistiram à procissão fúnebre nas ruas com bandeiras verdes, brancas e vermelhas - tradicionalmente usadas pelos xiitas para simbolizar o sangue de pessoas mortas injustamente e pedir vingança de suas mortes. As pessoas estavam batendo no peito em homenagem a Soleimani.
Muqtada al-Sadr fez uma visita à casa de Soleimani para expressar sua condolência à sua família.
Em 6 de janeiro, o corpo de Soleimani e outras vítimas chegaram à capital iraniana, Teerã. Enormes multidões, supostamente centenas de milhares ou milhões, lotavam as ruas. O líder supremo iraniano Ali Khamenei, que tinha um relacionamento próximo com Soleimani, liderou a tradicional oração islâmica pelos mortos, chorando em um ponto diante dos caixões cobertos de bandeiras. Ali Khamenei chorou abertamente perto do caixão, enquanto o sucessor do general jurava vingança. Esmail Ghaani, que foi nomeado comandante da Força Quds horas após o assassinato de Soleimani, disse: "Deus Todo-Poderoso prometeu se vingar, e Deus é o principal vingador". O ministro das Relações Exteriores iraniano Mohammad Javad Zarif perguntou se Donald Trump já tinha visto "um mar de humanidade".
Soleimani é considerado um herói e mártir no Irã. Ele foi o primeiro homem a ser homenageado com um funeral de várias cidades na história do Irã e sua procissão fúnebre foi considerada a segunda maior após a do Ruhollah Khomeini.
Em 7 de janeiro de 2020, ocorreu uma debandada na procissão funerária de Soleimani em Kerman, com a presença de centenas de milhares de pessoas, matando 56 e ferindo mais 212.

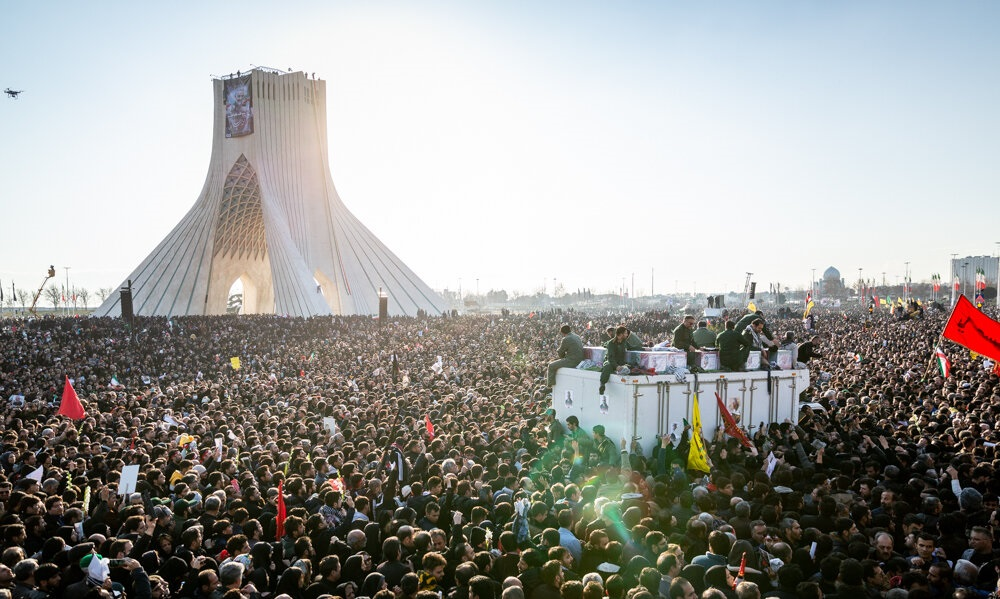
Funeral de Soleimani em Azadi Square, Teerã.

## Vida política
Em 1999, Soleimani, juntamente com outros comandantes seniores assinaram uma carta ao então presidente Mohammad Khatami sobre os protestos estudantis em julho. Eles escreveram cobrando uma uma decisão que defende-se a revolução se utilizando da força ou caso contrário o Exército dos Guardiães da Revolução Islâmica tomaria a ação com suas próprias mãos.
A mídia iraniana informou em 2012 que ele poderia vir a concorrer nas eleições presidenciais de 2013 mas o mesmo negou apesar do grande apoio a sua candidatura.  Em 2016, ele foi especulado como um possível candidato, no entanto, em um comunicado publicado em 15 de setembro de 2016, ele chamou especulações sobre sua candidatura como "relatórios divisórios dos inimigos".
No verão de 2018, Soleimani trocou comentários públicos relacionados ao transporte marítimo do Mar Vermelho com o presidente americano Donald Trump, o que aumentou as tensões entre os dois países e seus aliados na região.

## Vida pessoal
Seu pai era um fazendeiro que morreu em 2017. Sua mãe, chamada Fatemeh, morreu em 2013. Ele era de uma família de nove pessoas e tinha cinco irmãs e um irmão, Sohrab, que viveram e trabalharam com Soleimani em sua juventude. Sohrab Soleimani é diretor e ex-diretor geral da Organização das Prisões de Teerã. Os Estados Unidos impuseram sanções a Sohrab Soleimani em abril de 2017 "por seu papel em abusos nas prisões iranianas".
Soleimani praticava karatê e era um instrutor de academia em sua juventude. Ele teve quatro filhos: dois filhos e duas filhas.
Dizia-se que ele tinha uma presença calma, se portava "de maneira discreta e raramente levantava a voz", exibindo "carisma discreto". Nas fontes ocidentais, a personalidade de Suleimani foi comparada aos personagens fictícios Karla, Keyser Söze e The Scarlet Pimpernel do escritor britânico John le Carré.
Ao contrário de outros comandantes do IRGC, ele geralmente não aparecia em suas roupas militares oficiais, nem mesmo no campo de batalha.

## Na cultura popular
Em janeiro de 2015, Hadi Al-Ameri, chefe da Organização Badr no Iraque, disse sobre ele: "Se Qasem Soleimani não estivesse presente no Iraque, Haider al-Abadi não seria capaz de formar seu gabinete no Iraque".
A revista britânica, The Week, apresentou Soleimani na cama com o Tio Sam em 2015, que indicou os dois lados combatendo o EIIL, embora Soleimani estivesse liderando grupos militantes que mataram centenas de americanos durante a Guerra do Iraque.
O filme Bodyguard de 2016, dirigido por Ebrahim Hatamikia, foi inspirado pelas atividades de Soleimani.
O livro persa de 2016, "Noble Camaradas 17: Hajj Qassem", escrito por Ali Akbari Mozdabadi, contém memórias de Qassem Soleimani.